# Killing Eve
Killing Eve es una serie de televisión dramática británico-estadounidense producida por Sally Woodward Gentle, el cerebro detrás de la productora británica Sid Gentle Films para BBC America, basada en la saga literaria de Luke Jennings Codename Villanelle y adaptada para la televisión por Phoebe Waller-Bridge.
Killing Eve sigue a Eve (Sandra Oh) oficinista del MI5 mientras intenta rastrear a la extravagante asesina Villanelle (Jodie Comer) por toda Europa. A medida que aumenta el número de muertos, la pareja se obsesiona cada vez más la una con la otra.
Cada temporada consta de ocho episodios. La primera se encargó el 15 de noviembre de 2016 y se estrenó el 8 de abril de 2018. Poco antes de su estreno, BBC America renovó Killing Eve para una segunda temporada que se estrenó el 7 de abril de 2019. El 8 de abril de 2019 la serie fue renovada para una tercera temporada. El 3 de enero de 2020 fue renovada para una cuarta y última temporada.El 16 de marzo de 2021, se anunció que la cuarta temporada tendría previsto su estreno para 2022. Esta cuarta y última entrega de la serie se estrenó el 27 de febrero de 2022.

## Sinopsis
La serie se centra principalmente en dos personajes: Eve Polastri (Sandra Oh), una oficial del MI5 casada, con una vida aparentemente feliz y tranquila, y Villanelle (Jodie Comer), una caprichosa, hilarante, insolente y psicópata asesina a sueldo. Ambas se obsesionan una con la otra y, conforme avanza la serie, cometen actos terribles que las afectan tanto en lo personal como en lo psicológico.

## Elenco y personajes

### Principales
- Sandra Oh como Eve Polastri, una oficial del MI5 que deja su vida de lado para centrarse únicamente en la famosa asesina Villanelle, convirtiéndose su obsesión por ella en amor a lo largo de la serie.
- Jodie Comer como Villanelle / Oksana Astankova, hábil asesina psicópata. Se caracteriza por su gusto por la diversión y por su temperamento caprichoso. Se obsesiona y enamora de Eve, buscando su aceptación y atención, consiguiendo que comience a perseguirla y a estudiarla.
- Fiona Shaw como Carolyn Martens, jefa de la Sección de Rusia en MI6.
- Kim Bodnia como Konstantin Vasiliev, jefe de Villanelle.
- Sean Delaney como Kenny Stowton, exhacker reclutado por el MI6 e hijo de Carolyn Martens.
- Owen McDonnell como Niko Polastri, profesor y esposo de Eve.
- David Haig como Bill Pargrave, asociado del MI5 de Eve que la acompaña al MI6.
- Darren Boyd como Frank Haleton, supervisor de Eve en el MI5.
- Kirby Howell-Baptiste como Elena Felton, asistente de Eve.
- Henry Lloyd-Hughes como Aaron Peel.
- Nina Sosanya como Jess, agente del M16 y compañera de Eve.
- Edward Bluemel como Hugo Tiller, agente del M16 y compañero de Eve.
- Adrian Scarborough como Raymond, miembro de Los 12 y jefe de Villanelle.
- Adeel Akhtar como Martin, miembro psicólogo de la Inteligencia Británica.
- Harriet Walter como Dasha Duzran, mentora de la famosa asesina Villanelle.
- Gemma Whelan como Geraldine, hija de Carolyn Martens.
- Steve Pemberton como Paul, supervisor del MI6.
- Camille Cottin como Hélène, miembro de Los 12.
- Anjana Vasan como Pam, asesina contratada por Hélène, que trabaja en una funeraria.
- Robert Gilbert como Yusuf, asociado de Eve.
- Laurentiu Possa como Vlad, asociado de Carolyn en Rusia.
- Ingvar Sigurdsson como Lars Meier, miembro de Los 12.

Resumen
| Leyenda   |            |            |
| Principal | Recurrente | Invitado/a |

| Actor/Actriz          | Personaje                     | Temporadas | Temporadas | Temporadas | Temporadas |
| Actor/Actriz          | Personaje                     | 1          | 2          | 3          | 4          |
| --------------------- | ----------------------------- | ---------- | ---------- | ---------- | ---------- |
| Sandra Oh             | Eve Polastri                  | Principal  | Principal  | Principal  | Principal  |
| Jodie Comer           | Villanelle / Oksana Astankova | Principal  | Principal  | Principal  | Principal  |
| Fiona Shaw            | Carolyn Martens               | Principal  | Principal  | Principal  | Principal  |
| Kim Bodnia            | Konstantin Vasiliev           | Principal  | Principal  | Principal  | Principal  |
| Owen McDonnell        | Niko Polastri                 | Principal  | Principal  | Principal  | Invitado   |
| Sean Delaney          | Kenny Stowton                 | Principal  | Principal  | Principal  |            |
| David Haig            | Bill Pargrave                 | Principal  |            |            | Invitado   |
| Kirby Howell-Baptiste | Elena Felton                  | Principal  |            |            | Invitada   |
| Darren Boyd           | Frank Haleton                 | Principal  |            |            |            |
| Henry Lloyd-Hughes    | Aaron Peel                    |            | Principal  |            |            |
| Nina Sosanya          | Jess                          |            | Principal  |            |            |
| Edward Bluemel        | Hugo Tiller                   |            | Principal  |            | Recurrente |
| Adrian Scarborough    | Raymond                       | Invitado   | Principal  |            |            |
| Adeel Akhtar          | Martin                        |            | Recurrente |            | Principal  |
| Camille Cottin        | Hélène                        |            |            | Principal  | Principal  |
| Harriet Walter        | Dasha Duzran                  |            |            | Principal  |            |
| Gemma Whelan          | Geraldine                     |            |            | Principal  |            |
| Steve Pemberton       | Paul                          |            |            | Principal  |            |
| Anjana Vasan          | Pam                           |            |            |            | Principal  |
| Robert Gilbert        | Yusuf                         |            |            |            | Principal  |
| Laurentiu Possa       | Vlad                          |            |            |            | Principal  |
| Ingvar Sigurdsson     | Lars Meier                    |            |            |            | Principal  |

### Secundarios
- Yuli Lagodinsky como Irina, hija de Konstantin. (temporadas 1 y 3)
- Sonia Elliman como vecina de Villanelle en París. (1-2)
- Susan Lynch como Anna, amante y profesora de Villanelle (temporada 1)
- Olivia Ross como Nadia, amante de Villanelle y asesina perteneciente a Los 12. (temporada 1)
- Billy Matthews como Dominik Wolanski (temporada 1)
- Shannon Tarbet como Amber Peel, hermana de Aaron. (temporada 2)
- Emma Pierson como Gemma, profesora compañera de Niko. (temporada 2)
- Jung Sun den Hollander como Jin / The Ghost, rival asesino de Aaron. (temporada 2)
- Ayoola Smart como Audrey, novia de Kenni y compañera de Bitter Pill. (temporada 3)
- Alexandra Roach como Rhian, rival de Villanelle y asesina de Los 12. (temporada 3)
- Steve Oram como Phil, cura quién bautiza y da cobijo a Villanelle. (temporada 4)
- Zindzi Hudson como May, hija de Phil. (temporada 4)
- Manpreet Bachu como Elliot, compañero de trabajo de Pam, en la funeraria. (temporada 4)
- Anyastassia Melehes como Chloe, hija de Hélène (temporada 4)
- Monica Lopera como Fernanda, exmujer de Lars (temporada 4)
- Josh Zaré como Darren, trabajador en diversos puestos en la feria (temporada 4)
- Anna-Maria Everett como Benita, mayordoma de Carolyn en La Habana, Cuba (temporada 4)

### Invitados
- Remo Girone como Cesare Greco, multimillonario, objetivo de Villanelle. (temporada 1)
- Edward Akrout como Diego, compañero de Villanelle. (temporada 1)
- Julian Barratt como Julian. (temporada 2)
- Zoë Wanamaker como Helen Jacobsen, jefe de Carolyn. (temporada 2)
- Dominic Mafham como Charles Kruger, contable de Los 12. (temporada 3)
- Rebecca Saire como Bertha Kruger, esposa de Charles. (temporada 3)
- Evgenia Dodina como Tatiana, madre de Oksana (Villanelle). (temporada 3)
- Predrag Bjelac como Grigoriy, padrastro de Oksana (Villanelle). (temporada 3)

## Episodios
| Temporada | Temporada | Episodios | Episodios | Emisión original      | Emisión original    |
| Temporada | Temporada | Episodios | Episodios | Primera emisión       | Última emisión      |
| --------- | --------- | --------- | --------- | --------------------- | ------------------- |
|           | 1         | 8         | 8         | 8 de abril de 2018    | 27 de mayo de 2018  |
|           | 2         | 8         | 8         | 7 de abril de 2019    | 26 de mayo de 2019  |
|           | 3         | 8         | 8         | 12 de abril de 2020   | 31 de mayo de 2020  |
|           | 4         | 8         | 8         | 27 de febrero de 2022 | 10 de abril de 2022 |

## Producción

### Desarrollo
El 15 de noviembre de 2016, se anunció que BBC America había aceptado realizar ocho episodios, los cuales se estrenarían en 2018, titulados Killing Eve y basados en la saga literaria de cuatro partes Codename Villanelle (2014–16) de Luke Jennings. La serie fue creada por Phoebe Waller-Bridge, quien también ejerce como showrunner y productora ejecutiva, junto a Sally Woodward Gentle y Lee Morris. El 12 de enero de 2018, se confirmó la fecha de estreno de la serie, programada para el 8 de abril de 2018. Poco antes de su estreno, Killing Eve se renovó para una segunda temporada.

### Casting
El 13 de junio de 2017, se anunció que Sandra Oh interpretaría a Eve, una aburrida oficial del MI5. Días después, Jodie Comer se unió al elenco principal como Villanelle, una asesina elegante y talentosa que se aferra a los lujos que le ofrece su trabajo violento. Meses antes de obtener el papel de la asesina psicópata Villanelle, Comer se había encontrado en una fiesta para los BAFTA con la creadora Waller-Bridge, y le consideró tomar el papel. Tiempo después, ya habiendo audicionado, decidieron reunirse en un restaurante para discutir sobre su personaje sobre cuestiones como dónde nació, cuál es su familia, por qué vive sola en París, por qué mata. A fines de agosto, se informó de que Kirby Howell-Baptiste había sido elegida para formar parte del elenco principal como Elena, la leal asistente de Eve. En el libro, un hombre interpreta su personaje. El 12 de enero de 2018, se confirmó que David Haig, Sean Delaney y Owen McDonnell también se habían unido a la serie, con Fiona Shaw interpretando a Carolyn. Al igual que Howell-Baptiste, el personaje de Shaw es interpretado por un hombre en el libro.
El 15 de agosto de 2018, se anunció que Nina Sosanya, Edward Bluemel y Julian Barratt se habían unido a la segunda temporada. Dos meses después, también Henry Lloyd-Hughes y Shannon Tarbet se unieron al elenco.

### Rodaje
El rodaje de la serie se inició en agosto de 2017 en Berlín, París, Londres, Toscana y Rumania, concluyendo el 15 de diciembre de dicho año. El edificio utilizado como base de Eve se encuentra en Warwick House Street, justo al lado de Trafalgar Square.
Se usó también como localización la Cámara Radcliffe de Oxford. El rodaje de la segunda temporada comenzó el 16 de julio de 2018.
La tercera temporada se empezó a grabar en agosto de 2019. Entre otros escenarios cabe citar Viscri y Comandău en Rumania; también Barcelona, en España, en ubicaciones como el Arco de Triunfo de Barcelona, Paseo de Lluís Companys y el Teleférico del puerto. El interior del apartamento de Vilanelle en Barcelona corresponde con la Casas Ramos, un destacado bloque de apartamentos modernista en la Plaza de Lesseps que fue diseñado en 1906 por el arquitecto Jaume Torres i Grau. La producción de la tercera temporada terminó en enero de 2020 en Londres.
El rodaje de la cuarta y última temporada comenzó el 7 de junio de 2021.

### Marketing
El 12 de enero de 2018 se lanzaron las primeras imágenes promocionales de Killing Eve. Al mes siguiente, se lanzó el tráiler oficial de la serie.

### Música
La banda indie británica Unloved, junto con Jade Vincent, Keefus Ciancia y David Holmes, fueron los encargados de componer la banda sonora de la serie.

## Lanzamiento
La serie se estrenó el 8 de abril de 2018 en BBC America. El 21 de junio de 2017, se anunció que IMG había adquirido los derechos de distribución internacional de Killing Eve. El 6 de marzo de 2018, se anunció que las cadenas británicas BBC One y BBC Three iban a emitir la serie. El primer episodio se emitió el 15 de septiembre de 2018 y fue visto por 5.42 millones de espectadores.
En Irlanda, la serie se transmitió en RTÉ2 a partir del 27 de agosto de 2018.
En la República Dominicana la serie comenzó a emitirse, todos los sábados a las 5 de la tarde, desde el 29 de enero del 2022 a través de Color Vision Canal 9.

## Recepción

### Respuesta crítica
| Temporada | Temporada | Respuesta crítica | Respuesta crítica |
| Temporada | Temporada | Rotten Tomatoes   | Metacritic        |
| --------- | --------- | ----------------- | ----------------- |
|           | 1         | 96 % (94 reseñas) | 83 (22 reseñas)   |
|           | 2         | 93 % (93 reseñas) | 86 (22 reseñas)   |
|           | 3         | 80 % (49 reseñas) | 62 (13 reseñas)   |
|           | 4         | 78 % (28 reseñas) | 55 (14 reseñas)   |

#### Primera temporada
La primera temporada fue aclamada por la crítica. En Rotten Tomatoes, se le otorgó una calificación de aprobación del 96 %, basada en 94 reseñas, con el consenso: «Seductora y sorprendente, el giro de Killing Eve en el concepto espía vs. espía recompensa a los espectadores con una serie audazmente entretenida que finalmente hace buen uso del talento de Sandra Oh». En Metacritic, que usa un promedio ponderado, asignó una puntuación de 83 sobre 100, basada en 22 reseñas, indicando «aclamación universal».
Jenna Scherer, de Rolling Stone, escribió que «Killing Eve era hilarante, sangrienta, inclasificable e idiosincrásica, una historia elegante de obsesión y psicopatía que es desarmantemente cálida y vivida», que la serie «socavaba todas las reglas de la televisión», y lo que mejor funcionaba era su «ingenio seco, tensión en la cuerda floja, atracción sexual y amenaza inminente de violencia». Hanh Nguyen, de IndieWire, dijo que uno de los aspectos más atractivos de la serie es «cómo subvierte las expectativas», lo que le permite «sorprender y deleitar constantemente». En la misma línea, Troy Patterson escribió en The New Yorker que la historia revela «una vida independiente de las convenciones de género» y que el triunfo del estilo de la serie es su «reconciliación de lo extravagante y lo íntimo», y agrega que el «escapismo al estilo de Jason Bourne de la premisa, es influido por la firmeza del tono extraño, y que produce nuevas representaciones de miedo y dolor». Mientras que Mike Hale de The New York Times reconoció que las escenas y caracterizaciones funcionan de forma diferente a lo que estamos acostumbrados y el estilo cómico es distintivo, en contraste con la mayoría de los críticos, Hale escribió que «usted es tan consciente (de las congruencias de la serie) con ejemplos estándar del género [...] como lo es de las diferencias», citando a Berlin Station, La Femme Nikita, Covert Affairs y Homeland.
Scherer describió la serie como una interpretación femenina de un género tradicionalmente masculino, «más interesado en dar espacio a los ritmos de los personajes y el extraño caos que puede filtrarse en los mejores planes».

#### Segunda temporada
En Rotten Tomatoes, la segunda temporada de la serie tiene una calificación de aprobación del 93 % basada en 67 revisiones, con una calificación promedio de 8,2/10. El consenso crítico del sitio web dice: «Con el excitante juego del gato y el ratón todavía arraigado en su núcleo, Killing Eve regresa para una fascinante segunda temporada de apuestas considerablemente más altas, con un humor oscuro y una dinámica cautivadora entre los personajes, solidifica su posición como uno de los mejores thrillers de espías». En Metacritic, tiene una puntuación promedio ponderado de 86 sobre 100 basado en 22 críticos, lo que indica «aclamación universal».
Chitra Ramaswamy escribió en The Guardian que la serie de televisión «desarraiga los viejos y cansados tópicos sexistas de los thrillers de espías y luego los replantea como bromas feministas internas queunto a los asesinatos de mal gusto hacen florecer esa química sáfica entre personajes». Angélica Jade Bastién escribió en Vulture que la segunda temporada, con la nueva showrunner Emerald Fennell, «cambia el ingenio mordaz y preciso de la creadora de la serie Phoebe Waller-Bridge por algo más chillón y horroroso», describiendo con más detalle el «consumo salvaje» de comida y ropa; «convirtiéndolo en lo más parecido a una auténtica escena de sexo entre las dos protagonistas».

#### Tercera temporadas
En Rotten Tomatoes, la tercera temporada de la serie tiene una calificación de aprobación del 80 % basada en 49 revisiones, con una calificación promedio de 6,98/10. El consenso crítico del sitio web dice: «Sí, la tercera temporada de Killing Eve no es tan profunda, aunque sigue siendo un escaparate diabólicamente delicioso de la química asesina de Jodie Comer y Sandra Oh». En Metacritic, tiene una puntuación media ponderada de 62. de 100 basado en 13 críticas, lo que indica «revisiones generalmente favorables».

#### Cuarta temporada
En Rotten Tomatoes, la cuarta temporada de la serie tiene un índice de aprobación del 78 % según 28 reseñas, con una calificación promedio de 6,75/10. El consenso crítico del sitio web dice: «Villanelle encontró la religión en la temporada culminante de Killing Eve, pero esta serie ha hecho girar sus ruedas durante tanto tiempo que la emoción se ha ido». En Metacritic, tiene una puntuación media ponderada de 55 sobre 100. basado en 14 críticos, que indican «críticas mixtas o promedio».
El final de la serie se emitió el 10 de abril de 2022 y recibió «muchas» reacciones negativas de su base de fanes y, en consecuencia, se clasificó rápidamente en las listas de los peores finales de televisión. Jennings, en un artículo para The Guardian, consoló a los fanáticos molestos, considerando el final, «una reverencia a la convención». Antes de la filmación, la cuarta temporada experimentó una reacción violenta cuando Kayleigh Llewellyn tuiteó una captura de pantalla de una llamada de Zoom con los otros escritores de la cuarta temporada. Esto generó críticas por la falta de diversidad en la sala de escritores, dado que uno de los protagonistas del programa era una mujer asiática.

### Audiencias
| Temporada | Temporada | Episodio número | Episodio número | Episodio número | Episodio número | Episodio número | Episodio número | Episodio número | Episodio número | Promedio |
| Temporada | Temporada | 1               | 2               | 3               | 4               | 5               | 6               | 7               | 8               | Promedio |
| --------- | --------- | --------------- | --------------- | --------------- | --------------- | --------------- | --------------- | --------------- | --------------- | -------- |
|           | 1         | 423             | 371             | 388             | 503             | 518             | 537             | 485             | 701             | 491      |
|           | 2         | 403             | 321             | 361             | 459             | 454             | 402             | 419             | 367             | 398      |
|           | 3         | 443             | 342             | 334             | 380             | 419             | 340             | 357             | 393             | 376      |
|           | 4         | 435             | 341             | 300             | 337             | 194             | 273             | 354             | 354             | 324      |

### Reconocimientos
| Año  | Premiación                        | Categoría                                          | Nominado(s)                            | Resultado | Ref.   |
| ---- | --------------------------------- | -------------------------------------------------- | -------------------------------------- | --------- | ------ |
| 2018 | Gold Derby Awards                 | Mejor serie de drama                               | Killing Eve                            | Nom       | [ 51 ] |
| 2018 | Gold Derby Awards                 | Mejor actriz de drama                              | Jodie Comer                            | Nom       | [ 51 ] |
| 2018 | Gold Derby Awards                 | Mejor actriz de drama                              | Sandra Oh                              | Nom       | [ 51 ] |
| 2018 | Gotham Awards                     | Mejor serie de larga duración                      | Killing Eve                            | Ganadora  | [ 52 ] |
| 2018 | People's Choice Awards            | Serie más maratoneada de 2018                      | Killing Eve                            | Nom       | [ 53 ] |
| 2018 | Primetime Emmy Awards             | Mejor actriz en serie dramática                    | Sandra Oh                              | Nom       | [ 54 ] |
| 2018 | Primetime Emmy Awards             | Mejor guion en serie dramática                     | Phoebe Waller-Bridge (por «Nice Face») | Nom       | [ 54 ] |
| 2018 | Television Critics Association    | Programa del año                                   | Killing Eve                            | Nom       | [ 55 ] |
| 2018 | Television Critics Association    | Mejor drama                                        | Killing Eve                            | Nom       | [ 55 ] |
| 2018 | Television Critics Association    | Logro individual en drama                          | Jodie Comer                            | Nom       | [ 55 ] |
| 2018 | Television Critics Association    | Logro individual en drama                          | Sandra Oh                              | Nom       | [ 55 ] |
| 2018 | Television Critics Association    | Mejor programa nuevo                               | Killing Eve                            | Ganadora  | [ 55 ] |
| 2019 | American Cinema Editors Awards    | Best Edited Drama Series for Commercial Television | Gary Dollner                           | Ganador   | [ 56 ] |
| 2019 | British Academy Television Awards | Mejor Serie de Drama                               | Killing Eve                            | Ganadora  | [ 57 ] |
| 2019 | British Academy Television Awards | Mejor Actriz                                       | Sandra Oh                              | Nom       | [ 57 ] |
| 2019 | British Academy Television Awards | Mejor Actriz                                       | Jodie Comer                            | Ganadora  | [ 57 ] |
| 2019 | British Academy Television Awards | Mejor Actor de Reparto                             | Kim Bodnia                             | Nom       | [ 57 ] |
| 2019 | British Academy Television Awards | Mejor Actriz de Reparto                            | Fiona Shaw                             | Ganadora  | [ 57 ] |
| 2019 | British Academy Television Awards | Mejor Momento de TV                                | Eve stabs Villanelle                   | Nom       | [ 57 ] |
| 2019 | Premios de la Crítica Televisiva  | Mejor Serie de Drama                               | Killing Eve                            | Nom       | [ 58 ] |
| 2019 | Premios de la Crítica Televisiva  | Mejor Actriz de Drama                              | Sandra Oh                              | Ganadora  | [ 58 ] |
| 2019 | Premios de la Crítica Televisiva  | Mejor Actriz de Drama                              | Jodie Comer                            | Nom       | [ 58 ] |
| 2019 | Globos de Oro                     | Mejor Serie de Drama                               | Killing Eve                            | Nom       | [ 59 ] |
| 2019 | Globos de Oro                     | Mejor Actriz de Serie - Drama                      | Sandra Oh                              | Ganadora  | [ 59 ] |
| 2019 | Gracie Awards                     | Mejor Drama                                        | Killing Eve                            | Ganadora  | [ 60 ] |
| 2019 | Gracie Awards                     | Mejor Actriz Principal                             | Sandra Oh                              | Ganadora  | [ 60 ] |
| 2019 | Premios Primetime Emmy            | Mejor Serie de Drama                               | Killing Eve                            | Nom       | [ 61 ] |
| 2019 | Premios Primetime Emmy            | Mejor Dirección en una Serie de Drama              | Lisa Brühlmann                         | Nom       | [ 61 ] |
| 2019 | Premios Primetime Emmy            | Mejor Actriz - Drama                               | Jodie Comer                            | Ganadora  | [ 61 ] |
| 2019 | Premios Primetime Emmy            | Mejor Actriz - Drama                               | Sandra Oh                              | Nom       | [ 61 ] |
| 2019 | Premios Primetime Emmy            | Mejor Actriz de Reparto - Drama                    | Fiona Shaw                             | Nom       | [ 61 ] |
| 2019 | Premios Primetime Emmy            | Mejor Guionista en una Serie de Drama              | Emerald Fennell                        | Nom       | [ 61 ] |
| 2019 | Satellite Awards                  | Mejor Actriz en una Serie de Drama                 | Sandra Oh                              | Nom       | [ 62 ] |
| 2019 | Screen Actors Guild Awards        | Mejor Actriz en una Serie de Drama                 | Sandra Oh                              | Ganadora  | [ 63 ] |
| 2019 | TCA Awards                        | Reconocimiento Individual en Drama                 | Jodie Comer                            | Nom       | [ 64 ] |
| 2019 | TCA Awards                        | Reconocimiento de una Serie de Drama               | Killing Eve                            | Nom       | [ 64 ] |
| 2020 | British Academy Television Awards | Mejor Actriz                                       | Jodie Comer                            | Nom       | [ 65 ] |
| 2020 | Premios de la Crítica Televisiva  | Mejor Actriz en una Serie - Drama                  | Jodie Comer                            | Nom       | [ 66 ] |
| 2020 | Globos de Oro                     | Mejor Serie de TV - Drama                          | Killing Eve                            | Nom       | [ 67 ] |
| 2020 | Globos de Oro                     | Mejor Actriz - Drama                               | Jodie Comer                            | Nom       | [ 67 ] |
| 2020 | Screen Actors Guild Awards        | Mejor Actriz de serie - drama                      | Jodie Comer                            | Nom       | [ 68 ] |
| 2020 | Premios Primetime Emmy            | Mejor Serie de Drama                               | Killing Eve                            | Nom       | [ 69 ] |
| 2020 | Premios Primetime Emmy            | Mejor Actriz de Serie - Drama                      | Jodie Comer                            | Nom       | [ 69 ] |
| 2020 | Premios Primetime Emmy            | Mejor Actriz de Serie - Drama                      | Sandra Oh                              | Nom       | [ 69 ] |
| 2020 | Premios Primetime Emmy            | Mejor Actriz de Reparto - Drama                    | Fiona Shaw                             | Nom       | [ 69 ] |
| 2021 | Globo de Oro                      | Mejor actriz de serie - Drama                      | Jodie Comer                            | Nom       | [ 70 ] |
| 2022 | Premios Primetime Emmy            | Mejor Actriz de Serie - Drama                      | Jodie Comer                            | Nom       | [ 71 ] |
| 2022 | Premios Primetime Emmy            | Mejor Actriz de Serie - Drama                      | Sandra Oh                              | Nom       | [ 71 ] |

## Serie derivada
En marzo de 2021, tras el anuncio de la cuarta y última temporada, Sid Gentle Films puso en marcha el desarrollo de varios spinoffs. En abril de 2022, fue confirmado el desarrollo de la serie centrado en el personaje de Carolyn Martens interpretado por Fiona Shaw. A principios de 2025, la cadena de televisión BBC confirmó la serie de televisión y el título de la misma. Honey que será una nueva serie de espionaje ambientada en el período de la Guerra fría.